# 1908 a tudományban
Az 1908. év a tudományban és a technikában.

## Díjak
- Nobel-díjak

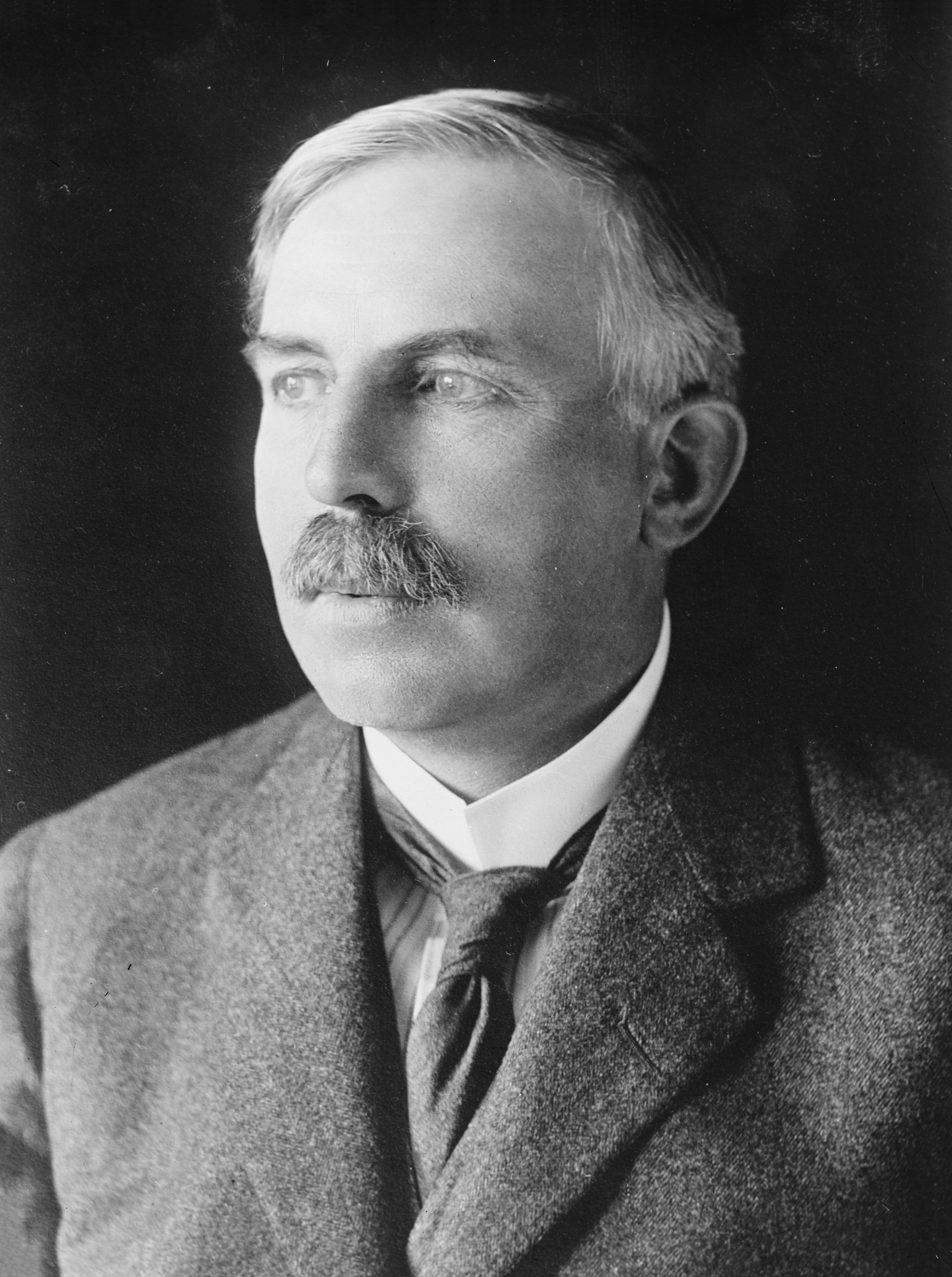
Ernest Rutherford

  - Fizikai Nobel-díj: Gabriel Lippmann
  - Fiziológiai és orvostudományi Nobel-díj: Ilja Iljics Mecsnyikov, Paul Ehrlich
  - Kémiai Nobel-díj: Ernest Rutherford

## Publikációk
- Henri Poincaré francia tudós munkája: Tudomány és módszer (Science et méthode, Párizs)

## Fizika
- Heike Kamerlingh Onnes holland tudós elsőként cseppfolyósította a héliumot

## Technika
- Henry Ford cége, a Ford Motor Company gyártani kezdi a Ford T-modell autót

## Születések
- január 15. – Teller Ede magyar származású amerikai atomfizikus, „a hidrogénbomba atyja” († 2003)
- január 22. – Lev Davidovics Landau Nobel-díjas orosz, szovjet elméleti fizikus († 1968)
- május 23. – John Bardeen kétszeres Nobel-díjas amerikai fizikus, a tranzisztor egyik feltalálója († 1991)
- szeptember 2. – Nyikolaj Alekszandrovics Kozirev orosz, szovjet csillagász († 1983)
- szeptember 18. – Viktor Hambarcumján örmény, szovjet elméleti csillagász, asztrifizikus († 1996)
- november 4. – Józef Rotblat lengyel származású Nobel-díjas brit fizikus († 2005)
- november 28. – Claude Lévi-Strauss belgiumi születésű francia etnológus, antropológus, a strukturalizmus fő teoretikusa és a strukturális antropológia irányzatának megteremtője († 2009)
- december 4. – Alfred Hershey megosztott Nobel-díjas amerikai mikrobiológus és genetikus († 1997)
- december 17. – Willard F. Libby Nobel-díjas amerikai fiziko-kémikus († 1980).

## Halálozások
- május 2. – Charles Chamberland francia mikrobiológus (* 1851)
- július 5. – Than Károly magyar kémikus, a Magyar Tudományos Akadémia tagja (* 1834)
- augusztus 25. – Henri Becquerel megosztott Nobel-díjas francia fizikus, a radioaktivitás egyik felfedezője (* 1852)